# Anthony Joseph Drexel
Anthony Joseph Drexel (Philadelphia, 1826. szeptember 13. – Karlsbad, 1893. június 30.) apja révén magyar származású befolyásos amerikai bankár, milliomos, a ma JPMorgan Chase néven működő pénzügyi vállalat egyik alapítója és a Drexel-egyetem életre hívója.

## Magánélete
Drexel apja, angol nevén Francis Martin Drexel az Osztrák–Magyar Monarchiából vándorolt ki az Amerikai Egyesült Államokba. 1847-ben megalapította a Drexel and Company nevű befektetőcéget Philadelphiában. Felesége Catherine Hookey volt.
Az amerikai polgárháború után feleségével,  Ellen B. Rozettel egy 45 szobás kúriát építtetett. Az általa birtokolt ingatlan lefedte a 38., a 39., a Walnut és a Locus Street által határolt tömb háromnegyedét. A Locus Streeten két további épületet emelt George és Anthony fiának. Ezek ma a Pennsylvaniai Egyetem birtokában vannak.
A Drexel család katolikus volt. (Unokahúgát, Katherine Drexelt a katolikus egyház 2000-ben szentté avatta.) Anthony Drexel ennek ellenére áttért felesége episzkopális hitére, és gyermekeivel együtt a Megváltó templomának (Church of the Savior) tagja lett, amelyet a 38. és a Ludlow Street sarkán, néhány háztömbre az otthonától, építettek 1852-ben. A vállalkozó 37 éven át töltött be tisztségeket a templomban.

## Vállalkozóként
Anthony Joseph Drexel 1839-ben, mindössze 13 évesen kezdett dolgozni apja vállalkozásában, és lett később a Drexel and Company vezető üzlettársa (senior partner). Apja 1863-as halála után bezárta a bank részlegeit Chicagóban, San Franciscóban és New Yorkban, majd Drexel Winthropra keresztelte át a céget. 1867-ben John H. Harjes-szal and Eugene Winthroppal egy párizsi székhelyű bankot alapított, majd 1871-ben John Pierpont Morgannel létrehozta a New York-i székhelyű befektetési bankot, a Drexel, Morgan and Companyt. Drexel Philadelphiában maradt, és onnan irányította a cégét. Ezek a kereskedelmi bankok vezető szerepet játszottak az európai és amerikai befektetésekben, az ipari vállalatok tőkéhez jutásában.

## Egyetemalapítás
A vállalkozó kétmillió dollárból megalapította a Drexel-egyetemet (Drexel Institute of Art, Science, and Industry), amelynek fő célkitűzése az volt, hogy lehetőséget adjon a munkáskörnyezetből származó fiataloknak a tanulásra, és ezáltal az emelkedésre a társadalmi ranglétrán. Az intézmény főépületét 1891. december 17-én adták át, a megnyitón részt vett Thomas Alva Edison is. Drexel alig két év múlva szívrohamban meghalt Karlsbadban, földi maradványai a Woodlands temetőben nyugszanak. Szobra, amelyet Moses Jacob Ezekiel készített, az általa alapított egyetem előtt áll.